# Peter Friedman
Peter Friedman (New York, 24 aprile 1949) è un attore statunitense, attivo in campo teatrale, televisivo e cinematografico.

## Biografia
Da allora ha recitato assiduamente sia nell'Off Broadway che a Broadway, recitando in numerose opere teatrali tra cui La visita della vecchia signora (1973), Piaf (1981), The Heidi Chronicles (1989), Twelve Angry Men (2004) e The Open House (2014). Per le sue interpretazioni in Circle Mirror Transformation e The Open House ha vinto due Drama Desk Award nel 2010 e nel 2014. Apprezzato interprete di musical, nel 1998 è stato candidato al Tony Award al miglior attore protagonista in un musical per Ragtime.
In campo televisivo è noto soprattutto per aver interpretato George Silver in Oltre il ponte tra il 1991 e il 1993, oltre a numerose apparizioni in serie TV come Miami Vice, Ghost Whisperer - Presenze, Damages, Law & Order e The Muppet Show.
È stato sposato con Joan Allen dal 1990 al 2002 e la coppia ha avuto una figlia, Sadie, nel febbraio 1994.

## Filmografia parziale

### Cinema
- Il principe della città (Prince of the City), regia di Sidney Lumet (1981)
- Daniel, regia di Sidney Lumet (1983)
- La settima profezia (The Seventh Sign), regia di Carl Schultz (1988)
- Inserzione pericolosa (Single White Female), regia di Barbet Schroeder (1992)
- Occhi nelle tenebre (Blink), regia di Michael Apted (1993)
- Safe, regia di Todd Haynes (1996)
- Ho sparato a Andy Warhol (I Shot Andy Warhol), regia di Mary Harron (1996)
- Una coppia di scoppiati (I'm Not Rappaport), regia di Herb Gardner (1966)
- Qualcuno come te (Someone like You...), regia di Tony Goldwyn (2001)
- Paycheck, regia di John Woo (2003)
- Il colore del crimine (Freedomland), regia di Joe Roth (2006)
- La famiglia Savage (The Savages), regia di Tamara Jenkins (2007)
- Io non sono qui (I'm Not There), regia di Bob Dylan (2007)
- Synecdoche, New York, regia di Charlie Kaufman (2008)
- Oltre le regole - The Messenger (The Messenger), regia di Oren Moverman (2009)
- Amore & altri rimedi (Love and Other Drugs), regia di Edward Zwick (2010)
- Coming Up Roses, regia di Lisa Albright (2011)
- Effetti collaterali (Side Effects), regia di Steven Soderbergh (2013)
- Anche io (She Said), regia di Maria Schrader (2022)

### Televisione
- Great Performances - serie TV, 1 episodio (1975)
- Muppet Show (The Muppet Show) - serie TV, 9 episodi (1976-1978)
- Miami Vice - serie TV, 1 episodio (1985)
- Oltre il ponte (Brooklyn Bridge) - serie TV, 32 episodi (1991-1993)
- Law & Order - I due volti della giustizia (Law & Order) - serie TV, 3 episodi (1994-2009)
- Baby Bob - serie TV, 1 episodio (2002)
- Two Against Time - film TV (2002)
- Senza traccia (Without a Trace) - serie TV, 1 episodio (2003)
- NYPD - New York Police Department - serie TV, 1 episodio (2003)
- Ghost Whisperer - Presenze (Ghost Whisperer) - serie TV, 1 episodio (2006)
- Damages - serie TV, 1 episodio (2007)
- Made in Jersey - serie TV, 1 episodio (2012)
- 666 Park Avenue - serie TV, 1 episodio (2012)
- Person of Interest - serie TV, 1 episodio (2013)
- The Affair - Una relazione pericolosa (The Affair) - serie TV, 3 episodi (2015)
- The Path - serie TV, 23 episodi (2016-2018)
- High Maintenance - serie TV, 2 episodi (2016-2018)
- Succession – serie TV, 32 episodi (2018-2023)

## Doppiatori italiani
Nelle versioni in italiano delle opere in cui ha recitato, Peter Friedman è stato doppiato da:
- Stefano De Sando ne La famiglia Savage, Effetti collaterali, Anche io, La fantastica signora Maisel
- Marco Mete in Inserzione pericolosa
- Luca Dal Fabbro in Occhi nelle tenebre
- Luca Biagini in Paycheck
- Massimo Rinaldi in Senza traccia
- Luigi Ferraro in Person of Interest